# Фристайл на зимних Азиатских играх 2017
Фристайл на зимних Азиатских играх 2017 — соревнования по фристайлу, которые прошли в рамках зимних Азиатских игр 2017 года.
Все соревнования прошли в Саппоро, Япония, с 24 по 26 февраля 2017 года на горнолыжной базе «Саппоро Банкэй».
Было разыграно 4 комплектов медалей, по 2 у мужчин и женщин в парном могуле и могуле.

## Медалисты

### Мужчины
| Дисциплина   | Золото                | Серебро                    | Бронза                    |
| ------------ | --------------------- | -------------------------- | ------------------------- |
| Парный могул | Икума Хорисима Япония | Даичи Хара Япония          | Дмитрий Рейхерд Казахстан |
| Могул        | Икума Хорисима Япония | Чхве Джэу Республика Корея | Дмитрий Рейхерд Казахстан |

### Женщины
| Дисциплина   | Золото                  | Серебро                 | Бронза          |
| ------------ | ----------------------- | ----------------------- | --------------- |
| Парный могул | Юлия Галышева Казахстан | Ариса Мурата Япония     | Мики Ито Япония |
| Могул        | Ариса Мурата Япония     | Юлия Галышева Казахстан | Мики Ито Япония |

## Медальный зачёт
| Место | Страна           | Золото | Серебро | Бронза | Всего |
| ----- | ---------------- | ------ | ------- | ------ | ----- |
| 1     | Япония           | 3      | 2       | 2      | 7     |
| 2     | Казахстан        | 1      | 1       | 2      | 4     |
| 3     | Республика Корея | 0      | 1       | 0      | 1     |
| Всего | Всего            | 4      | 4       | 4      | 12    |